# 朱聰涓
樂昌康懿王朱聰涓（1472年—1547年），明朝第一代樂昌王，代惠王朱成鍊庶次子，生母代惠王次妃侯氏。成化十九年（1483年）封乐昌王。弘治元年（1488年），朝廷册封山西行都司都指揮僉事王鼎長女为乐昌王妃。
為人孝顺诚实，弘治二年（1489年），代惠王朱成鍊薨，因其长兄武邑王朱聪沬居父喪期間，仍酗酒行兇，縱欲荒淫被废为庶人。朱聪涓遂成为代王府宗理，代替未成年的世孙朱俊杖兼理代王府事。弘治十一年（1498年）十一月，朱聪沬之子朱俊杖封世子，以朱俊杖视府事。
乐昌王府最初位于大同府东北隅。嘉靖十八年（1539年），乐昌王朱聪涓乞求迁王府于代州，礼部给事中丁湛以朱聪涓「无故改迁」为由拒绝其请求，嘉靖二十六年（1547年），朱聪涓薨，享寿七十六岁。嫡长子朱俊楅已于嘉靖二十二年（1543年）去世，四年后由长孙朱充𤓂（朱俊楅庶长子）继承王位。乐昌王府则在嘉靖三十三年（1554年）迁至朔州。

## 家庭

### 子孫
- 嫡長子：樂昌榮簡王（追封）朱俊楅，弘治四年十月己酉賜名，弘治十四年封長子。嘉靖二十二年卒。[6]
  - 庶長子：樂昌溫靖王朱充𤓂
  - 子：輔國將軍→鎮國將軍→輔國將軍朱充爄[7]
    - 子：輔國將軍→奉國將軍朱廷笙[7]
    - 子：輔國將軍→奉國將軍朱廷簺[7]

  - 子：輔國將軍朱充焩[7]
  - 子：輔國將軍朱充燸[7]
  - 女：鳳翔郡君→鳳翔縣主→鳳翔郡君[7]
- 庶次子：鎮國將軍朱俊檴，嘉靖二十一年以罪降庶人發高墻。[8]
- 嫡三子：朱俊杅，弘治十一年七月癸丑賜名。[9]
- 庶四子：朱俊檜，弘治十四年十二月丙戌賜名。[10]